# Südfriedhof (Unna)
Der Südfriedhof ist ein Friedhof in Unna in städtischer Trägerschaft. Er liegt nördlich der Autobahn 44 im Bereich der Anschlussstelle Unna-Ost. Er wurde 1907 eröffnet, besitzt eine Fläche von 20 Hektar, einen Teich und insgesamt 970 Bäume. Er weist eine Kriegsgräberstätte mit 463 deutschen Kriegstoten auf.